# Igor Kirillov
Igor Anatoljevič Kirillov (13. července 1970 Kostroma – 17. prosince 2024 Moskva) byl ruský generálporučík. Byl náčelníkem jednotek chemické, biologické a jaderné obrany ruských ozbrojených sil. Zemřel při atentátu, k němuž se přihlásila ukrajinská kontrarozvědka SBU.
Kirillov byl nejvyšším ruským vojenským představitelem, který byl od ruské invaze na Ukrajinu v roce 2022 zabit mimo frontovou linii. Kirillovovu vojenskou jednotku USA a Ukrajina obvinily z použití chemické zbraně chlorpikrin, která je zakázána Ruskem ratifikovanou Úmluvou o chemických zbraních. Podle SBU Kirillov schválil asi 4 800 útoků za použití chemických zbraní, který podlehlo asi 2 000 ukrajinských vojáků.

## Atentát
Kirillov byl zabit při explozi v Moskvě 17. prosince 2024 přibližně v 6:12 ráno moskevského času. Zemřel se svým asistentem, když opouštěli obytný komplex u Rjazanského prospektu. Výbuch způsobila detonace výbušného zařízení umístěného na elektrokoloběžce.

### Reakce
K atentátu se přihlásila Služba bezpečnosti Ukrajiny. Zdroj z SBU uvedl, že Kirillov „byl válečný zločinec a naprosto legitimní cíl“, a varoval, že „tak potupný konec čeká všechny, kteří zabíjejí Ukrajince“. 
Bývalý prezident Dmitrij Medveděv, který je místopředsedou Bezpečnostní rady Ruska, slíbil ukrajinskému vojenskému a politickému vedení „nevyhnutelnou odvetu“. Mluvčí britského premiéra Keira Starmera řekl, že Londýn nad smrtí Kirillova „nebude truchlit“ s tím, že tento muž „způsobil ukrajinskému lidu utrpení a smrt“.
Mluvčí amerického ministerstva zahraničí Matthew Miller odsoudil Kirillovova „zvěrstva“ a zapojení do použití chemických zbraní proti ukrajinským silám.